# آغا سراج دراني
آغا سراج دراني (بالإنجليزية: Agha Siraj Durrani)‏ (1955 - ) سياسي من باكستان. ينتمي إلى حزب الشعب الباكستاني. تولى منصب عضو في مجلس مقاطعة السند (منذ 13 أغسطس 2018)، والقائم بأعمال حاكم إقليم السند في الفترة 3 أغسطس 2018 – 27 أغسطس 2018، والفترة 11 يناير 2017 – 2 فبراير 2017.